# 路易斯安那州立大學

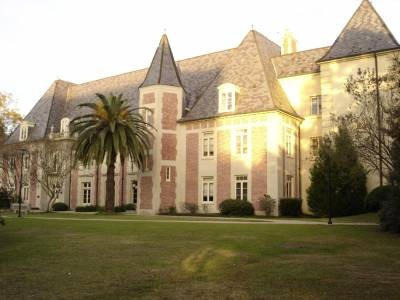
French House

路易斯安那州立大学和农工学院（Louisiana State University and Agricultural and Mechanical College），通称路易斯安那州立大学（Louisiana State University, LSU），是一所位于美國路易斯安那州巴吞鲁日的公立大學，1853年成立，現在是州内最大的大学之一。

## 學術
- 2019年上海交通大學世界大學學術排名 第301-400名[13]
- 2020年美國大學綜合排名 第153名
- 2020年全美最佳公立大學排名 第72名

## 運動競技
路易斯安那州立大學隊被稱為路易斯安那老虎隊。並以美式足球在2019年拿下全國冠軍。
在2019賽季冠軍賽中，以42-25力克克萊門森大學，獲得冠軍。

## 畢業名人
- 沙奎爾·奥尼爾（Shaquille O'Neal），美國職業籃球運動員
- 皮特·马拉维奇（Pete Maravich），美國職業籃球運動員
- 鲍勃·佩蒂特（Bob Petit），美國職業籃球運動員
- 艾伦·希尔（Aaron  Hill），美國職業棒球運動員
- 班·西蒙斯（Ben Simmons），澳洲職業籃球運動員
- 泽维尔·卡特（Xavier Carter），美國田徑運動員
- 黛娜·羅伯特（Dana Lee Robert），世界基督教學者
- 罗斯玛·曼梳（Datin Paduka Seri Rosmah Mansor），馬來西亞首相夫人
- 喬·伯羅  (Joe Burrow)  ，美國職業美式足球運動員